# 長崎放送
長崎放送株式會社（日语：／ Nagasaki Hōsō */?），簡稱NBC，是日本的一家以長崎縣為放送範圍的廣電兼營台。長崎放送的廣播服務於1953年3月1日開播，識別呼號為JOUR，是JRN和NRN聯播網成員。電視服務於1959年1月1日開播，電視識別呼號為JOUR-DTV，遙控器號碼是3頻道，是JNN聯播網成員。長崎放送是長崎縣唯一的廣電兼營台，也是九州在RKB每日放送之後的第二家民營電台。

## 資本構成
下表列出2021年3月31日時長崎放送的主要股東：
| 資本金        | 發行股份總數 | 股東數 |
| ------------- | ------------ | ------ |
| 4億5000萬日元 | 900,000股    | 295    |

| 股東         | 持股數    | 比例   |
| ------------ | --------- | ------ |
| 瑪魯哈日魯   | 139,500股 | 15.50% |
| 長崎縣政府   | 060,007股 | 06.67% |
| 長崎有線媒體 | 051,832股 | 05.76% |
| 十八銀行     | 043,357股 | 04.82% |
| 親和銀行     | 043,357股 | 04.82% |
| 長崎市政府   | 040,005股 | 04.45% |
| 長崎魚市     | 032,017股 | 03.56% |
| 中部省三     | 020,000股 | 02.22% |
| 朝日新聞社   | 018,000股 | 02.00% |
| 林兼產業     | 018,000股 | 02.00% |

## 歷史
1950年「電波三法」（《電波法》、《放送法》、《電波監理委員會設置法》）通過之後，長崎縣有「長崎平和放送」和「長崎電台」（ラジオ長崎）兩家公司申請獲得民營廣播執照。同年10月，兩家公司合併，以「長崎平和放送」名稱申請獲得民營廣播執照:167。翌年12月，長崎平和放送獲得預備執照，開始進行播出準備:168。1952年9月12日，長崎平和放送正式登記設立公司，資本金1,250萬日元。同年12月，長崎平和放送將公司名改為長崎電台:168。1953年2月24日，長崎電台開始進行試播:168。3月1日，長崎電台正式開始播出廣播節目:169。
由於長崎縣南北距離較遠且地形多山導致長崎縣北部地區難以收到位於南部長崎市的電台信號，長崎縣北部的佐世保地區當時亦出現設立民營電台的運動:172。1953年，佐世保財界出資設立「佐世保電台」（ラジオ佐世保）公司，有意獲得民營電台執照:172。但當時長崎放送也在申請獲得佐世保地區的電台執照，加上當時原則一縣僅有一家民營電台，長崎電台和佐世保電台之間因此發生衝突:173。1954年，在當地政界的勸說下，長崎電台和佐世保電台同意由佐世保電台申請廣播執照，在獲得執照之後和長崎電台合併:173-174。1954年4月1日，佐世保電台開始播出:174。同年10月，長崎電台和佐世保電台兩家公司合併為長崎放送:174。
長崎放送在開播4年後的1957年實現盈利，營業額也突破了1億日元:197。同年長崎放送申請在佐賀縣內亦播出廣播節目，並在翌年獲得播出執照:197。1958年8月1日，佐賀電台（ラジオ佐賀，即為現在的NBC佐賀電台）開始播出。長崎放送成為日本少見的播出範圍橫跨兩縣的民營廣播電台:198。
1956年1月，長崎放送申請獲得長崎、佐世保地區的電視播出執照，並在翌年10月獲得預備執照:199。為了應對電視事業所需的資金投入，長崎放送在1958年增資至1.5億日元:199。同年12月24日，長崎放送試播電視節目:199。1959年1月1日早晨7時，長崎放送正式開始在長崎市播出電視節目，並於2月20日開始在佐世保市亦播出電視節目:199。為了滿足播出電視的硬體需要，長崎放送在1961年開始在現址修建總部大樓。這座建築地下1層地上8層，總樓面面積6,610平方公尺，耗資4.8億日元，在1962年6月竣工。長崎放送因此得以搬離最初的總部長崎商工會議所，擁有自己的辦公空間:203。隨著電視的開播，長崎放送的營業額亦快速增加。1953年開播時，長崎放送的年營業額是4,700萬日元，在1958年度增加到2.22億日元，1960年度增加到廣播2.29億日元，電視3.41億日元:208。在長崎電視台開播前夕的1968年，長崎放送廣播營業額是3.11億日元，電視營業額是18.28億日元，兩者合計達21.45億日元，第一次超過20億日元:208。
1961年，長崎放送邀請維也納少年合唱團來長崎進行演出:229。翌年長崎放送電視部門首次轉播長崎供日:214-215。1966年，長崎放送開始播出彩色電視節目:250。在1969年長崎電視台開播之前，由於長崎放送是長崎縣唯一民營電視台，因此得以播出東京各核心局的人氣節目，且無需面臨廣告競爭:232-234。1977年，長崎放送營業額突破50億日元大關，並在兩年後的1979年又突破60億日元大關:287。
長崎放送在1981年直播若望保祿二世訪問長崎，並將轉播的新聞畫面售給美國CBS播出:382。1983年，長崎放送設立的電視訊號轉播站超過100處，令長崎縣的各離島也能收看到長崎放送的電視節目:251。1990年代後，由於日本泡沫經濟崩潰後經濟蕭條，加上長崎文化放送和長崎國際電視台開播令長崎地區廣告競爭激化，長崎放送的經營環境面臨嚴峻挑戰:252。對此長崎放送在2000年制定了中期經營計劃，試圖扭轉高費用體制:252。2001年開始，長崎放送在每年夏季舉辦大型活動「NBC祭（NBCまつり）」，以提升企業形象並拉近和觀眾的距離:321。
2002年，長崎放送迎來開播50週年。為此長崎放送在2001年7月至2003年3月舉辦NBC創立50週年活動，並播出眾多特別節目:2-5。2003年，長崎放送啟用了現行吉祥物「南蠻君」:15。長崎放送在2006年12月1日開始播出數位電視節目:47-48。長崎放送在每年夏季舉辦的大型活動「NBC祭（NBCまつり）」在2008年創下6.5萬人參加的歷史最高紀錄:79。長崎放送在2011年7月24日停止播出類比電視訊號:107-108。
長崎放送在2018年1月宣布將遷往長崎車站西側的新址:85。新總部在2021年6月30日竣工:123。同年11月1日，長崎放送正式遷入新總部:124。在開播70週年之際，長崎放送中2021年啟用了現行商標:122。

## 廣播部門
長崎放送廣播部門現在的自製節目以資訊節目為主，包括在平日早晨播出的《早版!! Asakara!》、上午播出的《Asakara!》、午後播出的《Hirukara!MIX》、傍晚播出的《NBC廣播 The Charge》（NBCラジオ ザ・チャージ!）。
2012年，長崎放送廣播加入網路電台radiko服務，聽眾在網路上也可以收聽長崎放送的節目:130。

## 電視部門
長崎放送在開播時於每週日21時播出15分的地方新聞:211。1976年開始，長崎放送在週一至週五傍晚播出帶狀新聞節目《NBC6點新聞》。該節目在JNN的地方新聞節目中名列前茅:251。現在長崎放送在平日傍晚播出的自製帶狀資訊節目是自2020年開始播出的《Pint》:114。長崎放送還在每週三19點播出自製的資訊綜藝節目《Genabane!》，是長崎放送唯一在黃金時段播出的大型自製節目。2021年3月，《Genabane!》播出完畢:127。

## 外部連結
- NBC長崎放送 （页面存档备份，存于）
- YouTube上的NBC長崎放送頻道
- 株式会社プロダクションナップ （页面存档备份，存于）
- 株式会社NBCソシア （页面存档备份，存于）

### 電視
- ￼【官方】NBC電視台(長崎放送)的X（前Twitter）
- NBC電視台的Facebook專頁
- NBC電視台 長崎放送的Instagram帳戶

### 廣播
- ￼NBC電視台的X（前Twitter）
- ＮＢＣ電台官方（長崎放送）的Facebook專頁
- NBC電台佐賀 （页面存档备份，存于）